# 河坡镇
河坡镇，原为河坡乡，是中华人民共和国四川省甘孜藏族自治州白玉县下辖的一个乡镇级行政单位。2018年撤乡设镇。区划代码改为513331102。

## 行政区划
河坡镇下辖以下地区：
根嘎村、先锋村、麦学村、生戈村、德来村、村多村、格学村、埃西村、普马村、小午村、下达村、定欧村、则五村、仁白村、公布村和麦达村。